# 2988 Korhonen
2988 Korhonen è un asteroide della fascia principale. Scoperto nel 1943, presenta un'orbita caratterizzata da un semiasse maggiore pari a 2,6077842 UA e da un'eccentricità di 0,1268893, inclinata di 14,73417° rispetto all'eclittica.